# Azuragrion somalicum
Azuragrion somalicum – gatunek ważki z rodziny łątkowatych (Coenagrionidae).